# Retrat d'Andrés Quintana Roo
Retrat d'Andrés Quintana Roo és una pintura a l'oli realitzada per Pelegrí Clavé el 1851 i que actualment s'exposa al Museu Nacional de San Carlos de Mèxic.